# Ildikó Bánsági
Dans le nom hongrois Bánsági Ildikó, le nom de famille précède le prénom, mais cet article utilise l’ordre habituel en français Ildikó Bánsági, où le prénom précède le nom.
Pour les articles homonymes, voir Ildikó.
Ildikó Bánsági, née le 19 octobre 1947 à Budapest, est une actrice hongroise,,,.

## Biographie
Ildikó Bánsági est diplômée de l’école secondaire László Kalmár en 1966. De 1966 à 1968 elle travaille au Théâtre national. À partir de 1968, elle fréquente la classe de Zsuzsa Simon à l’université d'art dramatique et cinématographique et, après avoir obtenu son diplôme, signe avec le théâtre Csokonai de Debrecen en 1972.

## Filmographie partielle

### Cinéma
- 1971 : Szindbád de Zoltán Huszárik
- 1972 : Utazás Jakabbal de Pál Gábor
- 1974 : Szikrázó lányok de Péter Bacsó
- 1977 : Contes de Budapest (Budapesti mesék) d’István Szabó
- 1980 : Bizalom (« Confiance ») d’István Szabó
- 1981 : Mephisto d’István Szabó
- 1982 : Un autre regard (Egymásra nézve) de Károly Makk
- 1984 : Journal à mes enfants (Napló gyermekeimnek) de Márta Mészáros
- 1987 : Csók, Anyu! de János Rózsa
- 1988 : Hanussen d’István Szabó
- 1989 : L'Horoscope de Jésus-Christ (Jézus Krisztus horoszkópja) d’István Szabó
- 1992 : Chère Emma (Édes Emma, drága Böbe) d’István Szabó
- 1998 : Szenvedély de György Fehér
- 2003 : A Rózsa énekei d’Andor Szilágyi
- 2006 : Children of Glory, de Krisztina Goda (Szabadság, Szerelem)
- 2007 : Overnight de Ferenc Török
- 2007 : Töredék de Gyula Maár
- 2008 : Pánik d’Attila Till

### Télévision
- Rózsa Sándor (1971)
- III. Richárd (1973)
- III. Béla (1974)
- Itt járt Mátyás király… (1974)
- Megtörtént bűnügyek (1974)
- Asszony a viharban (1975)
- Micsoda idők voltak (1975)
- Volpone (1975)
- Egy csók és más semmi (1975)
- Szépség Háza (1975)
- Attila (1977)
- A bosszú (1977)
- Viszontlátásra, drága! (1978)
- Zokogó majom 1-5. (1978)
- Mire a levelek lehullanak… (1978)
- Egy ház a körúton (1979)
- Képviselő úr (1979)
- Rettegés és ínség a harmadik birodalomban (1980)
- Faustus doktor boldogságos pokoljárása (1982)
- Egymilliárd évvel a világvége előtt (1983)
- Hungarian Dracula (1983)
- Lélekvándorlás (1983)
- Szerelmes sznobok (1983)
- A hirdetés (1984)
- Kémeri 1-5. (1985)
- Átok és szerelem (1985)
- Puskin utolsó napjai (1986)
- Az állam én vagyok (1986)
- Az ördögmagiszter (1986)
- Farkasok és bárányok (1987)
- Eszmélet (1988)
- Gyilkosság két tételben (1988)
- A cár őrültje (1989)
- Alapképlet (1989)
- Erdély aranykora 1-2. (1989)
- Glóbusz (1992)
- Családi kör (1994)
- Herczeg Ferenc: A harmadik testőr (1995)
- Ábel Amerikában (1998)
- Na végre, itt a nyár! (2001)
- Tea (2003)
- Mozgókép (2003)
- Hóesés Vízivárosban (2004)
- Kivilágos kivirradtig (2005)
- Szeszélyes (2006)
- Koccanás (2009)
- Átok (2009)
- Keleti pu (2010)
- Korhatáros szerelem (2017–2018)
- Csak színház és más semmi (2018–2019)